# Фрідріх Клефекорн
Фрідріх Клефекорн (нім. Friedrich Kloevekorn; 19 лютого 1918, Саарбрюкен — ?) — німецький офіцер-підводник, капітан-лейтенант крігсмаріне.

## Біографія
3 квітня 1937 року вступив на флот. З грудня 1940 року служив у 34-й флотилії мінних тральщиків. З 29 вересня 1941 по 23 березня 1942 року пройшов курс підводника. З 24 березня 1942 року — вахтовий офіцер на плавучій базі підводних човнів «Ервін Васснер». З 5 червня по 15 серпня 1942 року пройшов командорську практику на підводному човні U-84, на якому взяв участь в одному поході (10 червня — 13 серпня 1942), під час якого були потоплені 3 кораблі загальною водотоннажністю 14 206 тонн і пошкодив 1 корабель (7176 тонн). З 16 серпня 1942 року — вахтовий офіцер в 1-й флотилії. 3—14 лютого 1943 року пройшов підготовку в 2-му навчальному дивізіоні підводних човнів, з 15 лютого по 15 березня — курс командира підводного човна, після чого був направлений на будівництво U-471. З 5 травня 1943 року — командир U-471, на якому здійснив 3 походи (разом 122 дні в морі). 6 серпня 1944 року човен потоплений внаслідок авіанальоту на Тулон, а Клефекорна передано в розпорядження 1-го навчального дивізіону підводних човнів. У жовтні 1944 року направлений на будівництво U-3012. З 4 грудня 1944 року — командир U-3012. З 25 квітня 1945 року мав прийняти командування U-1101, проте цього не відбулося. 8 травня 1945 року його взяли в полон британські війська.

## Звання
- Кандидат в офіцери (3 квітня 1937)
- Морський кадет (21 вересня 1937)
- Фенріх-цур-зее (1 травня 1938)
- Оберфенріх-цур-зее (1 липня 1939)
- Лейтенант-цур-зее (1 серпня 1939)
- Оберлейтенант-цур-зее (1 вересня 1941)
- Капітан-лейтенант (1 червня 1944)

## Нагороди
- Залізний хрест
  - 2-го класу (1940)
  - 1-го класу
- Нагрудний знак мінних тральщиків (1941)
- Нагрудний знак підводника (14 серпня 1942)
- Фронтова планка підводника в бронзі